# Frontera entre Noruega i Islàndia
La frontera entre Noruega i Islàndiaés una frontera internacional íntegrament marítima que separa Islàndia de Noruega. Consisteix en un segment que delimita la zona econòmica exclusiva d'Islàndia des de l'illa de Jan Mayen.
Aquesta frontera va ser creada el 1975 quan Islàndia va estendre la seva zona econòmica exclusiva de 50 a 200 milles nàutiques i va posar en contacte de facto amb les zones econòmiques exclusives d'Islàndia i Noruega. Aquesta extensió és la quarta després de les de 1952, 1958 i 1972.